# ハリーの災難
『ハリーの災難』（ハリーのさいなん、The Trouble with Harry）は、 アルフレッド・ヒッチコック監督による1955年のアメリカ合衆国のブラック・コメディ映画。出演はエドマンド・グウェンとジョン・フォーサイスなど。1人の死体をめぐって起こる騒動を描いている。原作はジャック・トレヴァー・ストーリーの1949年の同名小説（田中融二による日本語翻訳版は早川書房から出版）。テクニカラー、ビスタビジョン作品。

## ストーリー
紅葉の季節を迎えたバーモント州のある小さな村。少年アーニーが森を探検していると、男が額から血を流して仰向けに倒れているのを見つけ、驚いて家に帰る。
元船長のアルバート・ワイルズは、この森の中で禁じられているウサギ猟をしている。ワイルズも男が倒れているところに通りかかり、自分が撃ち殺してしまったと思って茂みに隠そうとするが、そこにアイビー・グレイヴリーが通りかかる。ワイルズは男が事故で死んでしまったと取り繕い、グレイヴリーに黙っていてくれるように頼む。グレイヴリーはなぜか死体を見ても驚かず、ワイルズをお茶に誘う。
ワイルズが今度こそ死体を隠そうとすると、アーニーが母親のジェニファー・ロジャースを連れてやってきたので、急いで自分だけ身を隠す。ジェニファーは死体に「ハリー、なぜこんなことに」と声をかけるが、なぜか死体をそのままにアーニーを家に連れ帰ってしまう。さらにそのあとグリーンボー医師が読書しながら通りかかり、ワイルズはまた慌てて身を隠す。医師は死体に躓くが、極度の近視で死体に気づかず、行ってしまう。さらに続いてホームレスの流れ者が通りかかり、死体を見つけると彼が履いている靴を盗んでいってしまう。
さらに画家マーロウも死体を見つけてしまうが、その姿にインスピレーションを得て似顔絵をスケッチする。ワイルズは彼に一部始終を説明し、マーロウはジェニファーがどうするつもりかを確認してから埋めようと提案する。
マーロウはジェニファーに好意を感じている。彼女に山の死体のことを話題にすると、彼女は「あれは夫だ」と事もなげに言う。アーニーを身ごもった後で再婚した相手だが、反りが合わず彼の元を逃げ出したが追ってきたので、牛乳瓶で殴ったら錯乱して森に入っていったとのこと。
マーロウとワイルズは森に戻ってハリーの死体を埋めてしまうが、そのあとでワイルズは自分が発砲した弾数からハリーを撃っていないことに気づき、せっかく埋めた死体を掘り出して額の傷が鈍器で殴られたものであることを確認する。一体誰が殺したのだろうと考えるがわからず、また死体を埋め戻す。
ワイルズがグレイヴリーを自宅に招くと、彼女は男を殺したのが自分だと言い出す。外を歩いていたらいきなり彼が自分のことを妻だと言って襲ってきたので、もみ合ううちに靴のかかとで殴ったのだと言う。ワイルズが既に死体を埋めたというと、グレイヴリーはあれは正当防衛だったから恐れることはないと考えを変え、彼を連れて死体を掘り出しに行く。そしてジェニファーの家にマーロウが訪ねているところに二人も合流して事情を話すが、たとえグレイヴリーが正当防衛だったとしても、死体が出てくるとジェニファーがハリーと結婚していたということも公になってしまうということに気づき、4人は再び山に戻って死体を埋め直す。
ウィッグス夫人の雑貨屋に大金持ちが再び訪れ、マーロウの絵を全部買い取ると申し出る。マーロウは高値をふっかけようとするが、思いとどまって村のメンバーたちの欲しい物をリクエストし、ジェニファーに求婚する。その後、保安官補カルヴィンが帰宅し、流れ者が死体から靴を拾ったらしいと言って州警察に電話し始める。マーロウら4人は相談し、ジェニファーとマーロウが結婚するにはハリーの死を公にしなければならないと覚悟を決めて再度死体を掘り出し、死体と衣服の泥を落とすためにジェニファーの家に運ぶ。
4人が洗った衣服を乾かしているところにグリーンボー医師が訪ねてきて、ハリーの死因を心臓発作であると診断する。ジェニファーに牛乳瓶で殴られて錯乱し、グレイヴリーを間違って襲うが靴で殴られ、山の中に入ったところで発作を起こして死亡したのであった。そうであれば、死体が警察に発見されても4人の誰かが殺人罪に問われることは無いので、4人はハリーに衣服を着せて翌朝再び山の中の元いた場所に戻し、それをアーニーに発見させてカルヴィンに知らせるのであった。

## キャスト
| 役名                     | 俳優                       | 日本語吹替                     | 日本語吹替             |
| 役名                     | 俳優                       | テレビ朝日版                   | ソフト版               |
| ------------------------ | -------------------------- | ------------------------------ | ---------------------- |
| サム・マーロウ           | ジョン・フォーサイス       | 羽佐間道夫                     | 世古陽丸               |
| ジェニファー・ロジャース | シャーリー・マクレーン     | 小原乃梨子                     | 雨蘭咲木子             |
| アルバート・ワイルズ     | エドマンド・グウェン       | 富田耕生                       | 富田耕生               |
| アイビー・グレイヴリー   | ミルドレッド・ナトウィック | 水城蘭子                       | 久保田民絵             |
| ウィッグス夫人           | ミルドレッド・ダンノック   | 竹口安芸子                     | 水野ゆふ               |
| アーニー・ロジャース     | ジェリー・メイザース       | 佐々木るん                     | 合田絵利               |
| カルヴィン・ウィッグス   | ロイヤル・ダノ             | 若本規夫                       | 咲野俊介               |
| グリーンボー医師         | ドワイト・マーフィールド   | 槐柳二                         | 森源次郎               |
| 大金持ち                 | パーカー・フェンネリー     | 田村錦人                       | 板取政明               |
|                          |                            |                                |                        |
| 演出                     | 演出                       | 左近允洋                       | 宇出喜美               |
| 翻訳                     | 翻訳                       | 平田勝茂                       | 宮川桜子               |
| 効果                     | 効果                       | PAG                            |                        |
| 調整                     | 調整                       | 高橋久義                       |                        |
| 制作                     | 制作                       | グロービジョン                 | ニュージャパンフィルム |
| 解説                     | 解説                       | 淀川長治                       |                        |
| 初回放送                 | 初回放送                   | 1986年11月9日 『日曜洋画劇場』 | 2012年販売の BDに収録  |

## 製作
主なロケ地は、バーモント州のクラフツベリーである。1954年9月27日に野外ロケが行われたが、脚本は紅葉の季節を想定していたため、葉っぱを木に貼り付けて撮影した。この映画のいくつかのシーンは、近隣のモーリスヴィルの高校の体育館を借りて撮影された。
本作中でサム・マーロウの作品とされる絵は、アメリカの抽象表現主義のアーティスト、ジョン・フェレンが描いたもので、彼はバーモント州での撮影に立ち会い、マーロウ役のジョン・フォーサイスに正しい絵画技術を指導した。ヒッチコックは、フェレンの鮮やかな色使いが、ニューイングランドの秋の色彩と共鳴すると考え、彼の作品に特に関心を寄せていた。ハリーの死に顔のスケッチは、フェレンの妻でファインアーティストでもあるライ・フェレンが現地で描いたものである。ヒッチコックとフェレンは、共同作業をとても楽しんで取り組み、このコラボレーションの結果、数年後に1958年のヒッチコック映画『めまい』の「特殊シーケンス」のコアデザインに招かれることになった。オープニング・クレジットのパノラマ・ドローイングは、ソール・スタインバーグが担当した。
アルフレッド・ヒッチコックのカメオ出演は、彼の作品のほとんどに見られるが、本作では22分14秒あたりで大金持ちが道端のスタンドで売られている絵画を見ている間に、駐車中のリムジンの前を通り過ぎる様子が映っている。
死体のハリーを演じたのは、性格俳優アーネスト・トゥルーエックスの息子であるフィリップ・トゥルーエックス（1911-2008）である。
衣裳デザインはイーディス・ヘッドが担当した。
バーナード・ハーマンはこの作品で初めてヒッチコック作品に音楽を提供した。以降1966年の『引き裂かれたカーテン』の音楽を巡って対立するまでその協力関係は続いた。

## 作品の評価
Rotten Tomatoesによれば、29件の評論のうち高評価は90%にあたる26件で、平均点は10点満点中7.56点となっている。